# Agelena jumbo
Agelena jumbo är en spindelart som beskrevs av Embrik Strand 1913. Agelena jumbo ingår i släktet Agelena och familjen trattspindlar. Utöver nominatformen finns också underarten A. j. kiwuensis.